# Alte Heide (Unna)

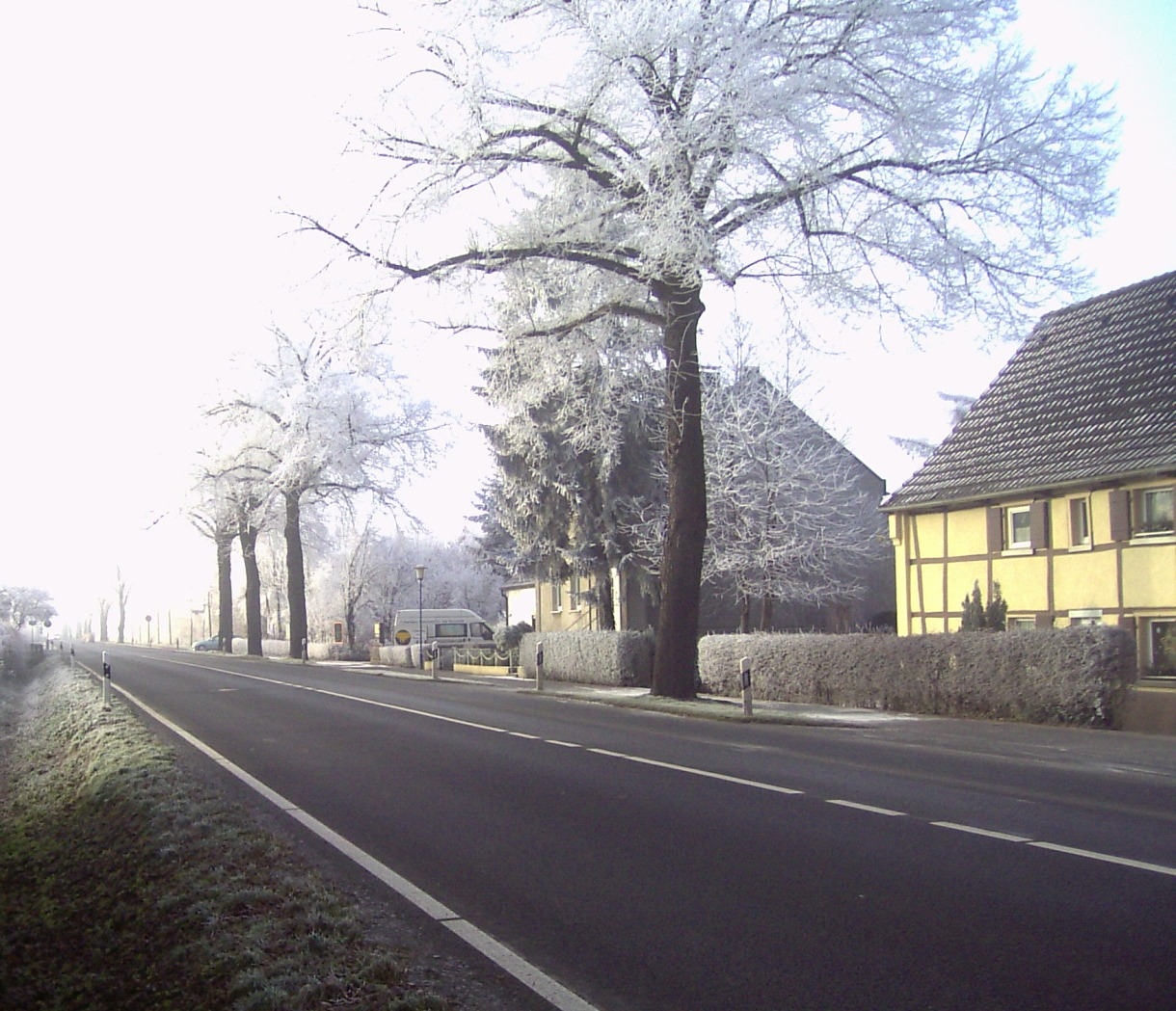
Im Winter 2007

Alte Heide ist ein Ortsteil von Unna im östlichen Ruhrgebiet in Nordrhein-Westfalen, an der Grenze zu Kamen und gehört zum Stadtteil Königsborn.

## Lage und Landschaft
Zwar besitzt Alte Heide keine eigene Ortstafel, dafür aber Ortshinweistafeln, die aber auf die historische Lage hinweisen. Zum Ortsgebiet gehört auch alles, was im östlichen Teil angesiedelt wurde, z. B. DHL und DPD.
In den 1970er Jahren hatte Alte Heide noch eine eigene Post, sechs Gaststätten, einen Blumenladen, den Sportverein, eine Freiwillige Feuerwehr, eine eigene Schule und ein Gemüsefachgeschäft. Feuerwehr, Sportverein und Gemüsefachgeschäft blieben bis heute erhalten.
Die ländliche Umgebung ist geprägt von Ackerbau und Viehwirtschaft.

## Geschichte

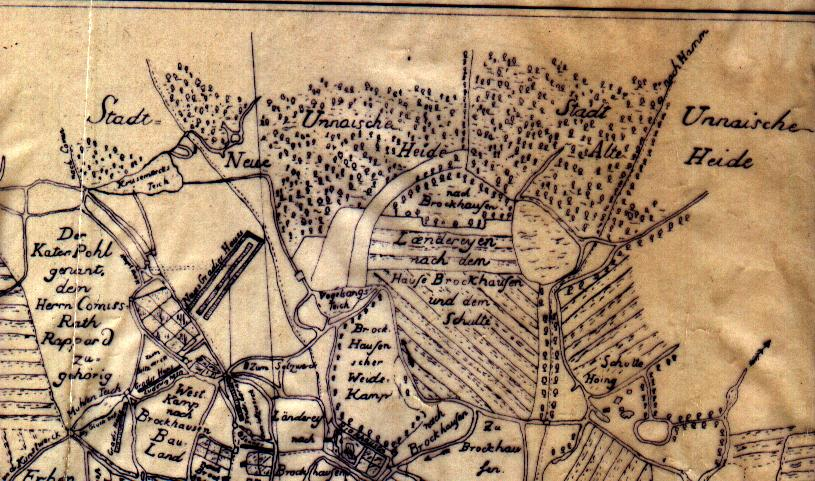
Alte und Neue Heide von Unna um 1780

Die Heyde war im 17. und 18. Jahrhundert die allgemeine Viehweide von Unna. Sie erstreckte sich etwa von Gut Höing und Haus Kissenkamp westlich und östlich der heutigen Hammer Straße entlang bis zur Vaerstbrücke und dehnte sich nach Osten bis zur Mühlhausener Feldmark aus. Damals hieß die Hammer Straße noch „Kuhstraße“ und war ein Knüppeldamm bzw. ein Lehmweg. 1908 wurde aus der Kuhstraße die heutige Hammer Straße. Zu beiden Seiten gab es tiefe Wassergräben und Kopfweiden.
Im Gebiet der Alten Heide lag die Wasserburg Haus Heyde. Das Rittergut, dessen ältester Teil aus dem 17. Jahrhundert stammt, war eine Kostbarkeit und etliche Besucher, die aus Bad Königsborn kamen, schlenderten gerne durch den Park des Hauses. Meistens kehrten die Besucher auch in die Gastwirtschaft von Heinrich Koepe ein, die ein beliebter Ausflugsort der Königsborner war. Die Gartenanlagen luden zum Rasten ein.

## Vereine

### Siedlergemeinschaft „An der Vaerstbrücke“

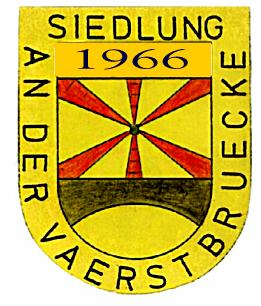
Wappen der Siedlung

Vaerst ist eine abgeleitete Form von Forst oder Wald. Bei der Vaerstbrücke handelt es sich um eine Überbrückung des Mühlbaches durch die Hammer Straße, benannt im Jahre 1961. Als die Siedlung An der Vaerstbrücke 1966 gebaut war, gab es 20 Häuser (Wohngemeinschaften). Vertriebenen der ehemaligen Ostgebiete (Ostpreußen, Pommern, Schlesien, Sudetenland) wurde damals eine neue Existenzgründung ermöglicht. Der Baustil der Häuser war und ist auch heute noch größtenteils gleich. Meist wurden zwei Häuser aneinander gebaut. Die Häuser verfügen über zwei Etagen, einen ausgebauten Keller sowie ein Dachgeschoss, welches in vielen Häusern mit der Zeit ausgebaut wurde.
Die Grundstücke waren preiswert und so geschnitten, dass beispielsweise im Nebenerwerb noch Tierzucht betrieben werden konnte. Das blieb bis heute so. Die ersten zwanzig Jahre durften die Häuser nicht verändert werden, und es durften keine neuen Häuser gebaut werden, obwohl es noch genug Freiflächen gab. Heute hat die Siedlung nahezu 30 Hausgemeinschaften.
Die Siedlung hat einen eigenen Vorstand und ein eigenes Wappen. Das Wappen zeigt stilisiert die Brücke und die ehemalige Mühle, die am Heerener Mühlbach in Alte Heide stand.
Alle zwei bis drei Jahre gab es ein großes Siedlerfest, das in den Straßen der Siedlung stattfand.
Der Siedlerverein „An der Vaerstbrücke“ wurde am 5. Dezember 2013 nach Abstimmung einer Mitgliederversammlung aufgelöst.

### Carlernst-Kürten-Stiftung

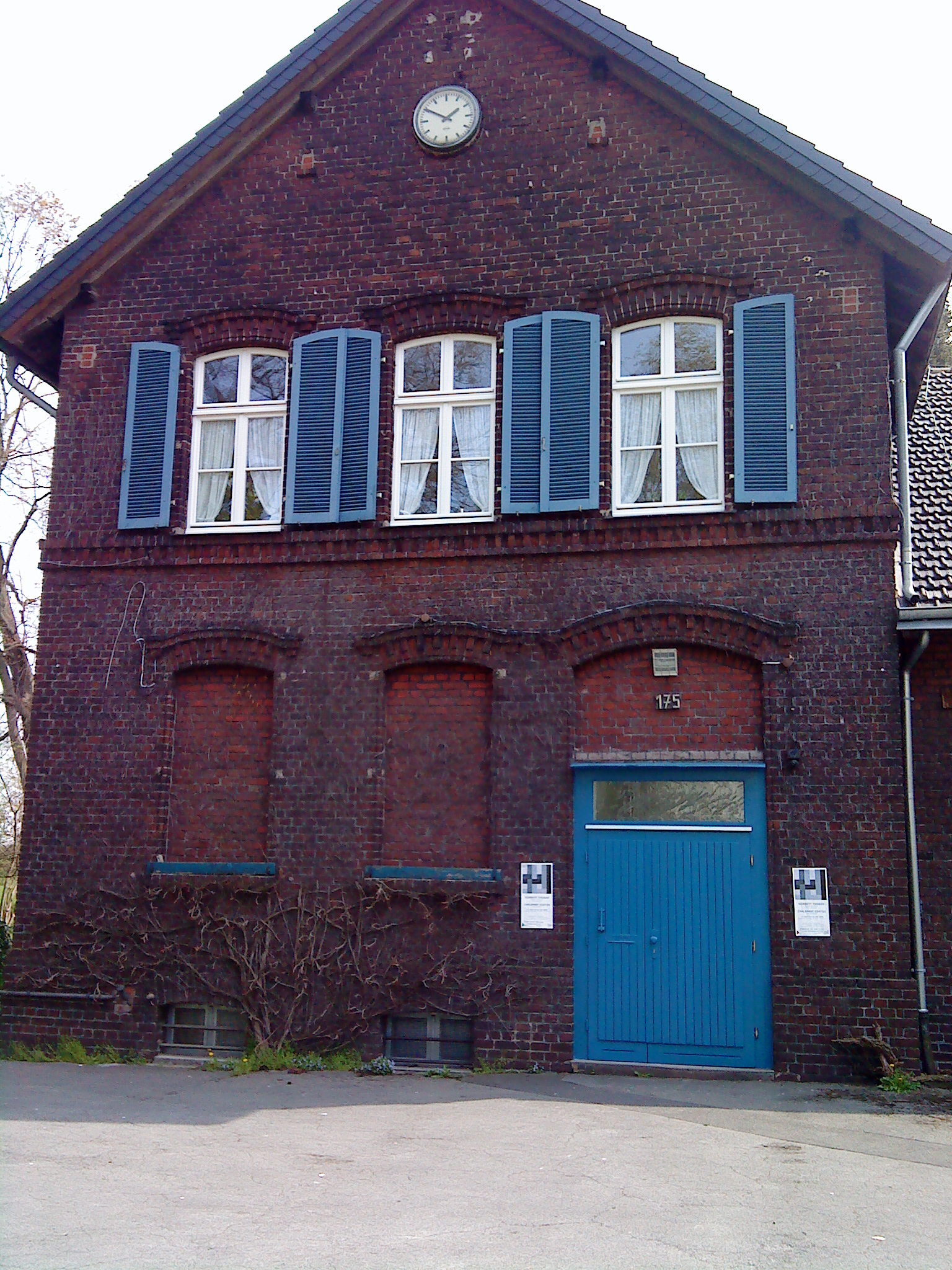
Alte Heide-Schule, von 1894 an wurde in der Schule 71 Jahre lang unterrichtet.

Carlernst Kürten (1921–2000) war ein deutscher Bildhauer. Er arbeitete seit 1957 – nach Bildhauerlehre und Studium an den Werkkunstschulen Dortmund und Münster – als freischaffender Bildhauer. Ab dem Jahr 1968 gestaltete Kürten schwerpunktmäßig Werke in Chromnickelstahl. Parallel dazu schuf er Holz- und Bronzeskulpturen sowie Holzdrucke. Große Freiplastiken und Freiraumgestaltungen von Carlernst Kürten befinden sich in Bochum, Dortmund, Düren, Hagen, Hamm, Holzwickede, Kamen, Kiel, Kleve, Lüdenscheid, Mannheim, Opladen, Unna und Wuppertal, Edelstahlplastiken zudem in verschiedenen Museen und privaten Sammlungen. Zahlreiche Einzelausstellungen und Ausstellungsbeteiligungen im In- und Ausland sind durch Kataloge dokumentiert. In den letzten Jahren widmete er sich zudem der Malerei und Grafik.
Im Frühjahr 2002 gründete die Stadt Unna die nach ihrem angesehenen Konstruktivisten benannte Carlernst-Kürten-Stiftung in Alte Heide, die im Juni 2002 ihr Ausstellungsprogramm mit der Werkschau Skulpturen und Grafiken von Carlernst Kürten eröffnete.
Jedes Jahr finden zwei bis drei Ausstellungen in den Räumen der Alten Heide-Schule statt.

### Löschgruppe Alte Heide
Bis zum Ende des Ersten Weltkrieges wurde der Feuerschutz in der Alten Heide von der damaligen 2. Abteilung der Freiwilligen Feuerwehr der Stadt Unna, bestehend aus den Löschgruppen Königsborn und Colonie, sichergestellt. Bei dem Brand im Haus Weile an der Hammer Str. 200 im Sommer des Jahres 1919 und im Haus Steman in Hemmerde stellte es sich jedoch heraus, dass diese Regelung nicht ausreichend war.
Die Alte Heide benötigte eine eigene Feuerwehr, um eine schnelle und wirksame Brandbekämpfung durchzuführen. Aus diesem Grunde wurde beim Magistrat der Stadt Unna der Antrag gestellt, eine eigene Löschgruppe in der Alten Heide aufzustellen.
Am 13. Februar 1921 bewilligte das Stadtparlament für die Alte Heide eine Löschgruppe in Stärke von 20 Männern und auch die erforderlichen ersten Ausrüstungsgegenstände. Die Alte Heide hat seitdem eine eigene Feuerwehr.

### TuS Alteheide 1929/49 e.V.

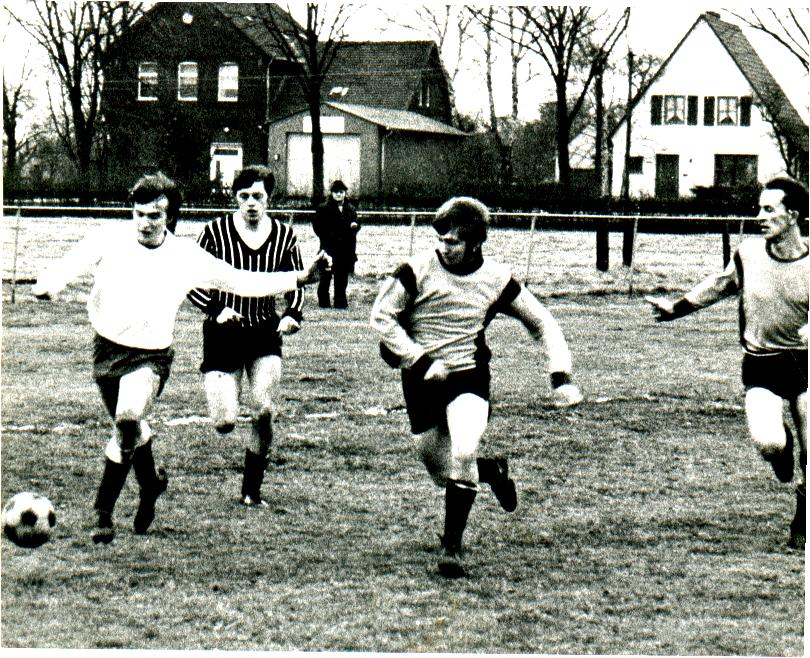
TuS Alteheide – SV Opherdicke 1972, auf dem alten Sportplatz, im Hintergrund ist die Schule Alte Heide zu sehen.

Der Sportverein TuS Alteheide wurde im wirtschaftlich schwierigen Jahr 1929 von einer Gruppe fußballbegeisterter Männer um Heinrich Feller gegründet. Diese Gemeinschaft nannte sich zunächst Schwarz-Blau Alte Heide und war dem Arbeiter-, Turn- und Sportverein angeschlossen, der den Gewerkschaften nahestand und die Sporttätigkeit der arbeitenden Bevölkerung förderte. Nach einigen Jahren stellten sich erste sportliche Erfolge ein.
So bezwang man im Jahre 1932 den westdeutschen Meister dieser Sportorganisation. In den Jahren der nationalsozialistischen Diktatur wurde der Verein aufgelöst. Die Neugründung des Vereins war im November 1949. Der TuS Alteheide erhielt seinen heute noch gültigen Namen und schloss sich dem Westdeutschen Spielverband an. Als neue Vereinsfarben wurden Rot und Weiß gewählt.
Im Verlauf der Spielzeit 1986/87 musste der Verein aufgrund der Ansiedlung des Warenverteilzentrums der Karstadt AG ihren Sportplatz räumen. Der dadurch notwendig gewordene kurzfristige Umzug in das Herderstadion in Unna konnte sportlich nicht kompensiert werden. Eng verknüpft war hiermit auch die endgültige Neuansiedlung des TuS in seiner angestammten Heimat an der Hammer Straße in Alte Heide. In enger Kooperation mit der Stadt Unna und der Wirtschaftsförderungsgesellschaft des Kreises Unna konnten die finanziellen Mittel für den Stadionneubau bereitgestellt und die Baupläne auch realisiert werden. Im Dezember 1992 wurde das Sportgelände, das einen Rasenplatz mit Vereinsheim umfasst, dem TuS Alteheide übergeben.

### SPD-Ortsverein Alte Heide
Die Sozialdemokratische Partei war für die Stadt Unna am 10. August 1945 neu konstituiert worden, nachdem zuvor schon einige Bezirksversammlungen stattgefunden hatten.
Die Ortsgruppe Alte Heide zählte daher zu den ersten drei SPD-Ortsvereinen in Unna. Entlang der Hammer Straße wurde von Bergleuten und Arbeitern Politik gemacht. In Versammlungen wurden Referate durch Genossen der ersten Stunde – Hubert Biernat (Innenminister NRW 1956–1958), Alfred Gleisner (erster Bundestagsabgeordneter für Unna) – gehalten. Mehrfach war in Alte Heide Fritz Steinhoff, der spätere Ministerpräsident von Nordrhein-Westfalen, zu Gast.
Aufgrund des demografischen Wandels innerhalb der Parteienlandschaft fusionierten die SPD Ortsvereine Alte Heide und Königsborn am 15. November 2004. Aktuelles Ratsmitglied der Stadt Unna für den Wahlkreis 17 (Alte Heide) ist seit dem 22. Oktober 2009 Volker Michael König (SPD).

### Bürgerverein Alte Heide

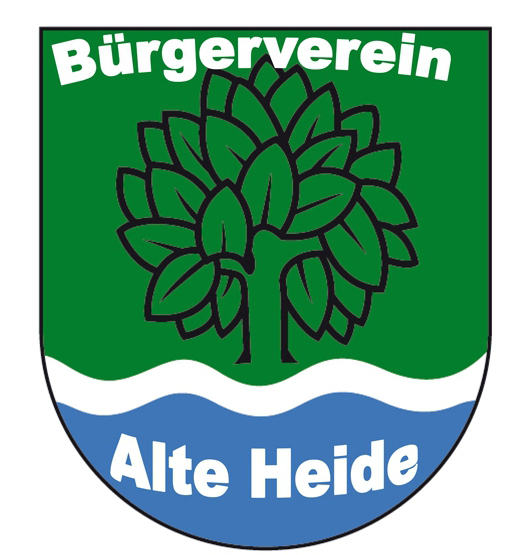
Wappen Bürgerverein

Der Bürgerverein Alte Heide wurde am 14. November 2007 gegründet. Er bezweckt die Wahrung der Interessen der Bürger von Alte Heide im öffentlichen Leben der Stadt Unna. Des Weiteren fördert er die Zusammenarbeit mit anderen Vereinen, politischen Parteien und kirchlichen Gruppen.
Das Vereinswappen Grün und Blau mit dem alten Baum in der Mitte stellt die Vielfalt der Alten Heide dar. Grün steht hierbei für die Landschaft/Heide, Blau für die Flüsse/Seen und der Baum für das Alte.
Der Verein ist bei zahlreichen Aktionen beteiligt oder federführend dabei. Im Projekt Aktion Saubermann, das 2010 ins Leben gerufen wurde, wird die Umgebung von zurückgelassenem Müll in Alte Heide befreit.
Weitere Aktionen sind z. B. das Frühlingsevent "Christi Himmelfahrt", Sommerfest "Am Grill" und der Adventsmarkt Alte Heide, der seit 2015 zusammen mit dem TuS Alte Heide e.V. wieder stattfindet.
Der Verein wird seit seiner Gründung 2007 vom Vorsitzenden Lionel Lach geführt. Aktuell hat der Verein um die 50 Mitglieder (Stand 2015) und 6 Großfirmen die den Verein Unterstützen.

## Bilder aus der Ortschaft Alte Heide

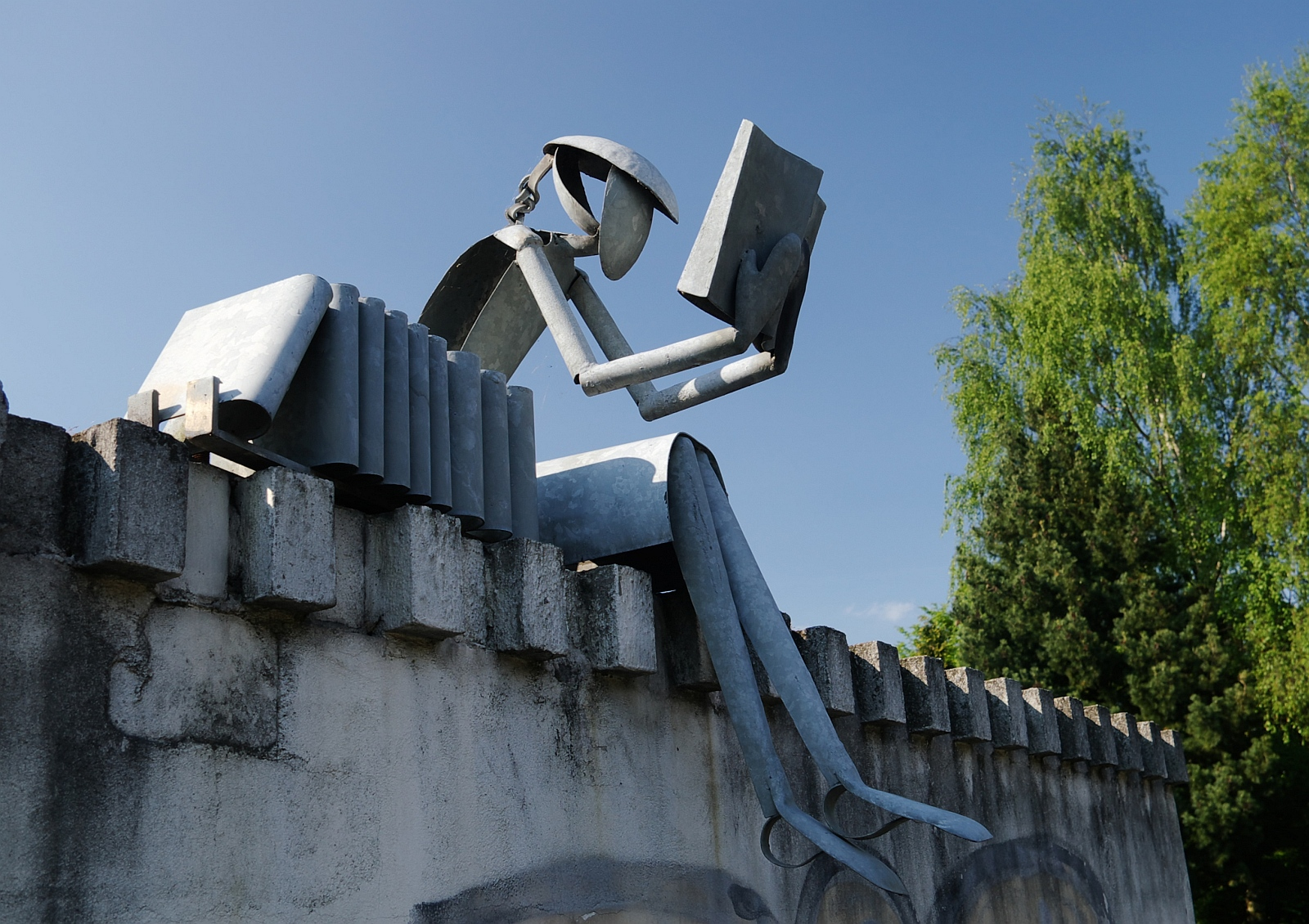
"Die Lesende" an der Hammer Straße
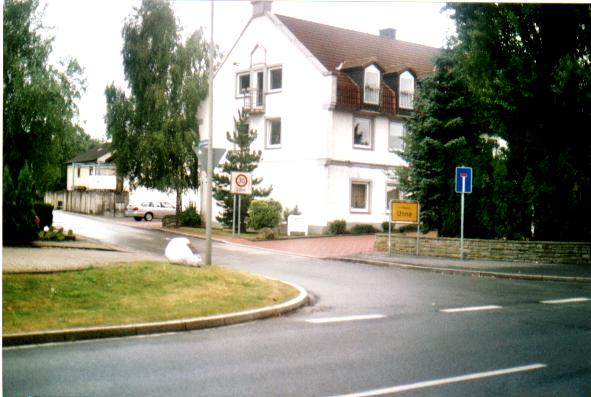
Einfahrt zur Siedlung
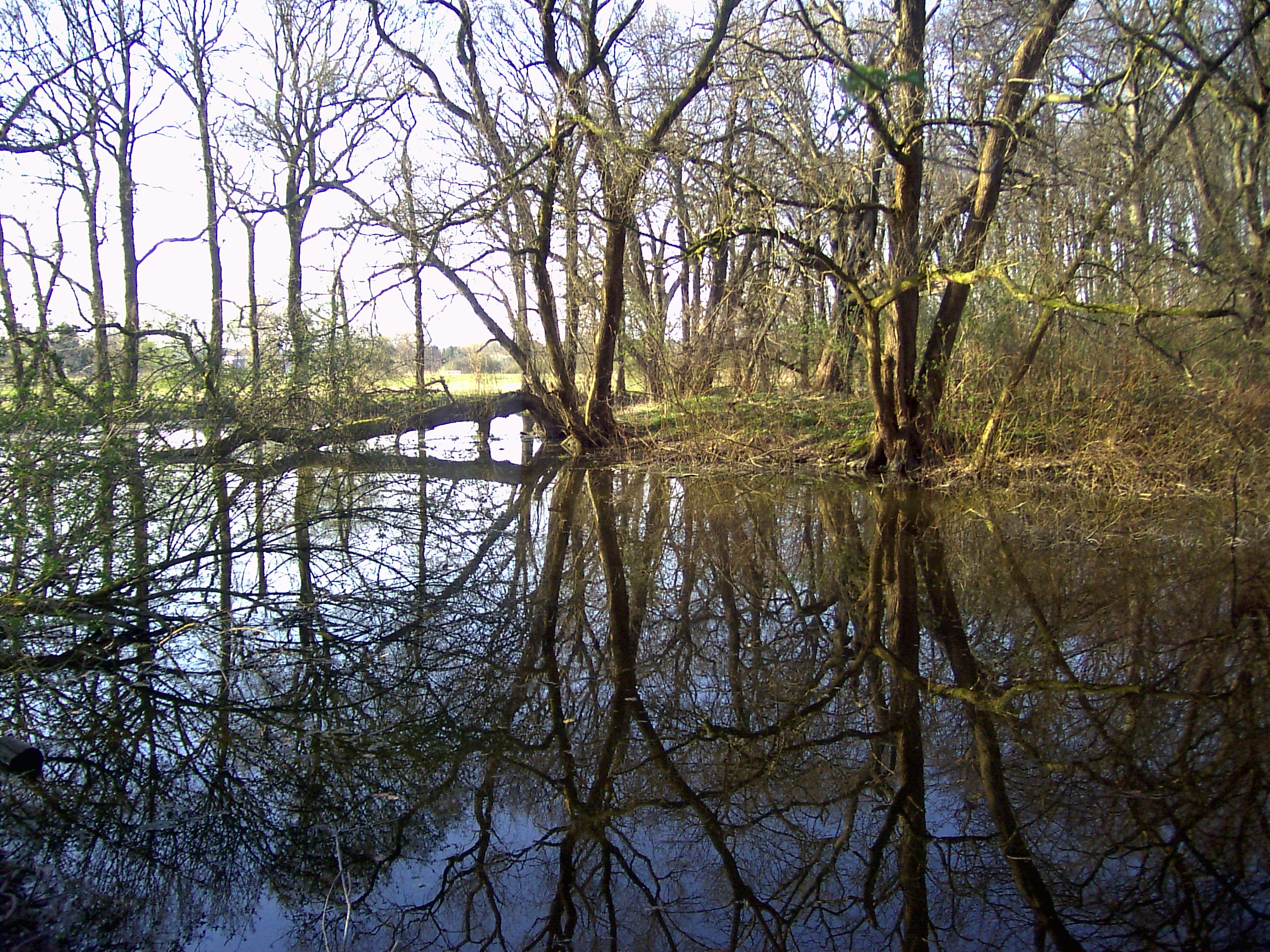
Gräfte von Haus Heyde 2007
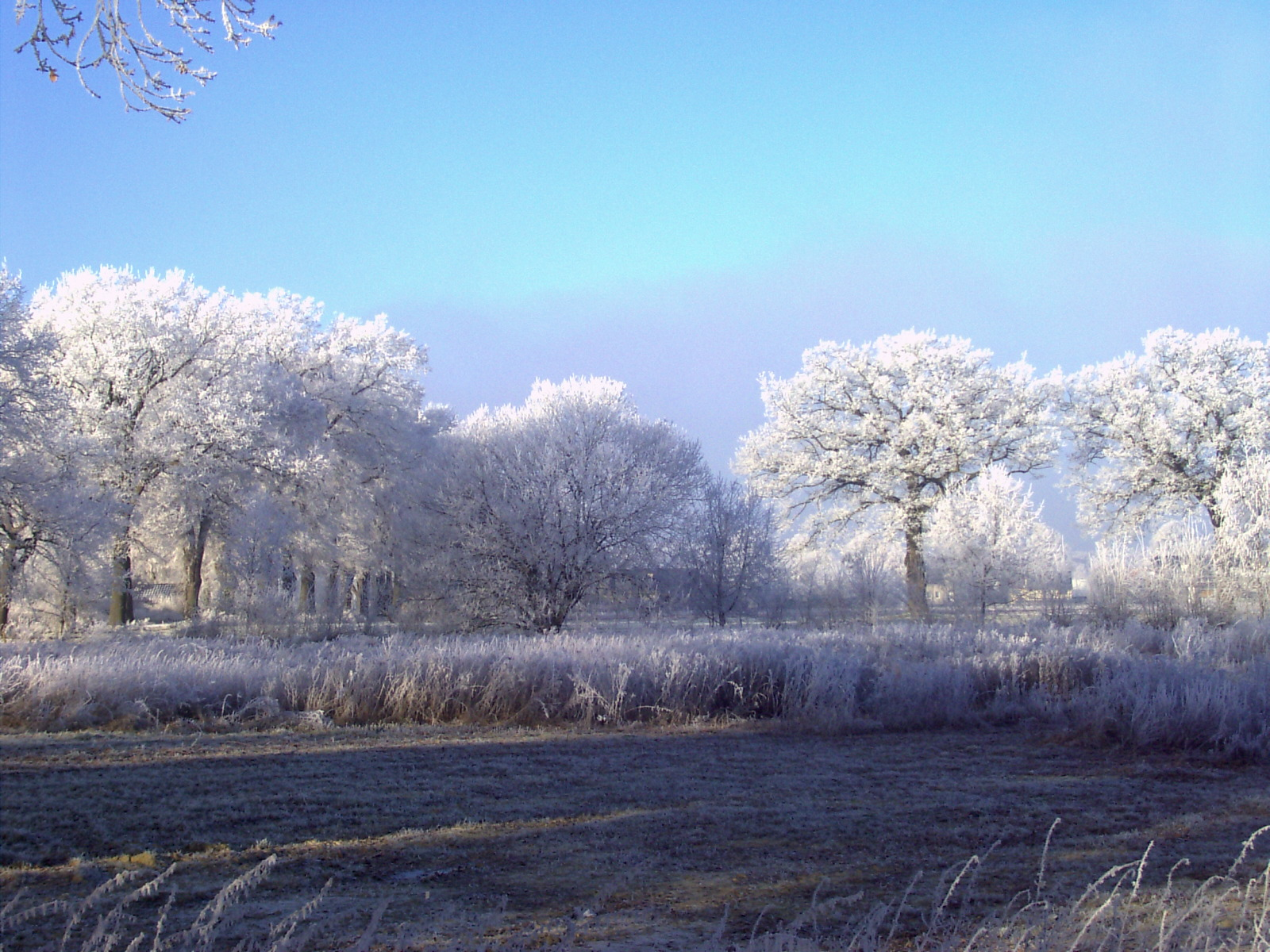
Winterlandschaft in Alte Heide 2007